# Unipol Gruppo Finanziario
Pour les articles homonymes, voir Unipol.
Unipol Gruppo Finanziario S.p.A. est une holding financière italienne qui propose des assurances et des services financiers. La société est spécialisée dans les secteurs de l'assurance vie la retraite complémentaire et la santé.
La société est cotée à la Bourse italienne de Milan FTSE MIB depuis 1990. Les principaux actionnaires du Groupe Unipol sont des entreprises du mouvement coopératif italien. Le groupe Unipol SpA compte environ 12.000 collaborateurs et dispose d'un portefeuille d'environ 15,5 millions d'assurés.
Au niveau consolidé, au 31 décembre 2021, le Groupe dispose de primes d'assurance directe de 13,3 Md€, dont 7,9 Mds € dans l'activité Non-Vie et 5,4 Mds € dans l'activité Vie. Elle fait partie des grandes entreprises italiennes quant au chiffre d'affaires. Carlo Cimbri en est le Président. C'est la seconde compagnie d'assurances italienne, derrière Generali, et la 10e en Europe.

## Histoire
L'histoire d'Unipol débute par le regroupement d'agent coopératifs d'assurances vie qui va connaître une forte croissance avec une diversification vers les autres secteurs comme les dommages aux biens et l'assurance automobile.
- 1962 : La société par actions Unipol (contraction de "Unica Polizza - Police Unique) est rachetée par quelques coopératives adhérentes de la "Lega Cooperative" de Bologne pour concentrer dans une seule compagnie le portefeuille d'assurances des associés,
- 1963 : début de l'activité de la compagnie d'assurances Unipol dans les branches dommages,
- Années 1970 : les organisations syndicales italiennes CGIL, CISL e UIL entrent dans le capital. La base des sociétaires s'élargit avec l'entrée de trois organisations professionnelles (CNA, CIA et Confesercenti) qui représentent les intérêts des artisans, des agriculteurs et des commerçants. Les conseils régionaux d'Unipol sont mis en place (Consigli Regionali Unipol - CRU),
- 1998 : Unipol prend le contrôle de la "Banca dell’Economia Cooperativa (BANEC)", qui se transforme en "Unipol Banca",
- 2003 : Unipol rachète le groupe Winterthur Italia au Crédit Suisse[5],
- 2004 : Unipol rachète la filiale italienne du groupe français Mutuelles du Mans Assurances qui sera intégrée dans le groupe Navale, dans Navale Assicurazioni et Navale Vita,
- 2007 : Unipol devient une holding Unipol Gruppo Finanziario S.p.A[6]. Sa branche assurances devient une filiale,
- 2010 : Unipol prend le contrôle de la compagnie Arca, joint-venture avec certaines Banques Populaires locales italiennes. Le 1er janvier 2011, Navale Vita est renommée Linear Life,
- 2012 : Unipol acquiert Fondiaria-SAI[7],
- 2013 : après les autorisations de l'IVASS - Institut italien de contrôle des assurances, Unipol intègre les sociétés Premafin, Milano Assicurazioni et Unipol Assicurazioni dans la compagnie Fondiaria-SAI renommée UnipolSai Assicurazioni,
- 2014 : La société UnipolSai, opérationnelle au 1er janvier, est cotée à la Bourse de Milan[8],
- 2017 : début des travaux de construction de la tour UnipolSai, futur siège du groupe à Milan,
- 2021 : Gruppo Unipol – à travers sa filiale UnipolSai – monte à hauteur de 9,01 %[9] de Banca Popolare di Sondrio, en devenant le premier actionnaire.

## Portefeuille
Le groupe UNIPOL c'est 15,5 millions de clients.

## Principales filiales
secteur "assurances"
- UnipolSai Assicurazioni S.p.A. (85%)[10]
  - Linear Assicurazioni
  - UniSalute
  - SIAT
  - Arca Vita
  - Arca Assicurazione
  - DDOR Novi Sad
  - UnipolRe Riassicurazioni
  - Gruppo UNA
  - UnipolRental
  - Tenute del Cerro
  - Marina di Loano

secteur financier
- UnipolRec

secteur bancaire
- BPER Banca (19 %)
- Banca Popolare di Sondrio (9,01 %)

## Affiliations internationales
- Unipol est membre de l'AMICE, l'association des assureurs mutuels et coopératifs en Europe.